# (1951) Lick
(1951) Lick ist ein Asteroid des Hauptgürtels, der am 26. Juli 1949 vom US-amerikanischen Astronomen Carl Alvar Wirtanen am Lick-Observatorium entdeckt wurde.
Der Asteroid trägt den Namen des US-amerikanischen Wissenschaftsförderers James Lick, der den Bau des Lick-Observatoriums finanziell ermöglicht hat.